# Specola Solare
Die Specola Solare Ticinese ist ein Sonnenobservatorium in Locarno.
Das Observatorium wurde 1957 im Internationalen Geophysikalischen Jahr gegründet und befindet sich in Locarno-Monti beim Standort der Regionalzentrale von MeteoSchweiz. Es erhebt die Sonnenflecken-Relativzahl und war bis 1980 Teil der Eidgenössischen Sternwarte an der ETH Zürich. Seither wird es von einem privaten Verein betrieben und liefert die Daten an die nun für die Verbreitung der Sonnenflecken-Relativzahl zuständige Königliche Sternwarte von Belgien. Finanziert wird es weitgehend vom Kanton Tessin über den Lotteriefonds.